# Ferdinand Löwe
Friedrich Ferdinand Benedict Löwe (Hamburg, 1809. október 12. – Stuttgart, 1889. április 29.) német író, könyvtáros és fordító.

## Élete
Apja, Heinrich Georg Ferdinand Löwe előbb tanár, majd dohány- és szivargyáros volt. Berlinben tanult teológiát, majd 1836-ban Szentpétervárra ment. Itt a Tudományos Akadémia könyvtárában kapott kurátori állást, valamint a St. Petersburger Zeitung újságírójaként tevékenykedett. 1848-ban politikai okok miatt elhagyta Szentpétervárt, s visszatért Hamburgba, ahol a nemzetgyűlés tagja lett. 1852-ben Tübingenbe ment jogot tanulni, ám még a tanév vége előtt kiutasították és vissza akart menni Hamburgba. Időközben engedélyt kapott arra, hogy újra betöltse régi szentpétervári állását, s visszatért Oroszországba. Nyugdíjba vonulása után Tübingenbe költözött, 1865 és 1871 közt Revalban (ma Tallinn, Észtország élt. Oroszból és észtből fordított német nyelvre, elsőként ő ültette át németre az észt nemzeti eposzt, a Kalevipoeg-et.

## Fordítás
- Ez a szócikk részben vagy egészben  a   Ferdinand Löwe (Schriftsteller) című német Wikipédia-szócikk ezen változatának fordításán alapul.  Az eredeti cikk szerkesztőit annak laptörténete sorolja fel. Ez a jelzés csupán a megfogalmazás eredetét és a szerzői jogokat jelzi, nem szolgál a cikkben szereplő információk forrásmegjelöléseként.